# Cyprien et Daphrose Rugamba
Cyprien (1935-1994) et Daphrose Rugamba (1944-1994) forment un couple rwandais, actif au sein du renouveau charismatique catholique. Proches des enfants abandonnés, ils fondent la communauté de l'Emmanuel au Rwanda en 1990. Les prises de position pacifistes de Cyprien leur valent d'être assassinés avec six de leurs dix enfants le 7 avril 1994, au deuxième jour du génocide des Tutsi au Rwanda. En 2015, ils sont déclarés serviteurs de Dieu pour l'héroïcité de leurs vertus.

## Avant leur rencontre
Cyprien Rugamba naît en 1935, dans le sud du Rwanda. Il entre au séminaire mais en ressort un peu plus de deux ans plus tard et poursuit ensuite des études en histoire au Burundi puis en Belgique, où il obtient son diplôme. Il devient ensuite haut fonctionnaire et acquiert une certaine célébrité dans le pays en tant que poète, musicien, compositeur et chorégraphe.
Daphrose Mukasanga nait en 1944 et grandit dans le même village que son futur époux, puis devient enseignante.

## Un couple modèle

### Mariage et conversion
Ils se marient en 1965. Leurs premières années conjugales sont difficiles. La pieuse Daphrose prie pour le retour à Dieu de son mari qui a perdu la foi au séminaire. Ensemble, ils ont dix enfants dont Daphrose assure l'éducation. La conversion de Cyprien se fera en 1982, après un passage au sanctuaire de Kibeho où la Vierge serait apparue un an plus tôt. Ce retour à la foi fait grand bruit dans le pays, car il est alors très connu dans les milieux culturels et dirige l’Institut national de recherche scientifique du Rwanda à Butare.
Leur vie de couple devient exemplaire et réputée pour l'amour conjugal et la tendresse qu'ils manifestent,.

### Engagements
Après cette conversion, ils vivent une vie de foi intense à travers le renouveau charismatique et exercent la charité auprès des malades et des enfants abandonnés. Ils fondent en 1992 un centre d’accueil pour les enfants des rues. Il s'appelle aujourd'hui CECYDAR (Centre Cyprien et Daphrose Rugamba). Ce centre a réinséré près de 4 500 enfants dans leur famille.
En 1989, lors d'un voyage en France, ils rencontrent à Paray-le-Monial la communauté de l’Emmanuel, et décident de l'implanter au Rwanda. Au moment de leur mort, le nombre d’enfants y vivant dépassera la centaine, et en 2015, elle est la deuxième plus grande communauté au monde avec plus d’un millier de personnes.
Cyprien refuse de s'engager en politique et affirme être « du parti de Jésus ». Il ne cesse cependant de dénoncer les appels à la violence entre Hutus et Tutsis ainsi que le climat croissant de guerre civile. Ses chansons engagées déplaisent à une partie de la population et font de lui une personnalité à abattre.

### Assassinat
Alors que la violence sévit dans le pays, beaucoup leur recommandent de quitter leur maison à Kigali et de se réfugier dans des lieux plus sûrs, mais tout en étant conscients du danger, ils refusent pour poursuivre leurs actions auprès des jeunes que la violence envoie vers eux en nombre croissant.
Les Rugamba sont finalement assassinés en leur résidence, avec six de leurs dix enfants, le 7 avril 1994, au lendemain du meurtre du président Juvenal Habyarimana, qui marque le début du génocide des Tutsis au Rwanda. Ils avaient passé toute la nuit en Adoration eucharistique, pressentant leur fin prochaine, mais ne cherchant ni à fuir, ni à se cacher.
Parmi les enfants ayant échappé au massacre figure l'acteur et metteur en scène Dorcy Rugamba.

## Postérité
Le 2 octobre 2015, soit deux jours avant l'ouverture du second synode sur la famille, Mgr Thaddée Ntihinyurwa, archevêque de Kigali, ouvre officiellement la cause en canonisation du couple Rugamba à la cathédrale Saint-Michel de Kigali.
Le Saint-Siège nomme alors Waldery Hilgeman comme postulateur, assisté de deux vices-postulateurs : le père Reginald Cruz et l'artiste François-Xavier Ngarambe, ce dernier précisant que « ce n’est pas pour leur martyre mais pour l’héroïcité de leurs vertus que l’on ouvre ce procès ».